# El espadachín enmascarado
El espadachín enmascarado es una serie de cuadernos de aventuras, obra de los guionistas Pablo Gago y Pedro Quesada y el dibujante Manuel Gago, publicada por Editorial Valenciana a partir de 1952.

## Trayectoria editorial
El primer cuaderno fue presentado por Pablo y Manuel Gago a la editorial hacia 1947, pero Juan Puerto retuvo su publicación. Dos años después, Manuel Gago publicó una serie de temática similar para Toray, El espadachín de hierro.
Hasta 1952, Manuel Gago no pudo retomar el cuaderno original de El espadachín enmascarado. Lo hizo ese año, con Pedro Quesada ocupándose de los guiones.
En 1981 fue reeditada por la propia Editorial Valenciana.

## Argumento y personajes
Pierre de Drumond, 

## Valoración
Para el crítico Pedro Porcel, El espadachín enmascarado es una auténtica obra maestra, en la que Gago muestra todo su vigor y Pedro Quesada aparece como un Alejandro Dumas cristiano.